# Буре (Верона)
Буре је насеље у Италији у округу Верона, региону Венето.
Према процени из 2011. у насељу је живело 668 становника. Насеље се налази на надморској висини од 154 м.